# Henrik Ocksen
Henrik Ocksen (født 26. april 1660 i København, død 9. september 1750 i København) var en dansk stiftamtmand, søn af silke- og klædekræmmer Thomas Ocksen (1624 – 1686) og Elisabeth Thofall (1634 – 1725), bror til Johannes Ocksen. 
Ocksen blev 1692 udnævnt til zahlkasserer og 1712 til deputeret for finanserne, men afskedigedes allerede 1716 fra dette embede og beklædte derefter ikke nogen offentlig funktion, før han i slutningen af 1730 udnævntes til stiftsbefalingsmand over Island og Færøerne, en stilling han beholdt til sin død uden nogen sinde ved personlig nærværelse på de nævnte øer at erhverve sig en førstehånds erfaring om deres forhold. 1701 var han blevet kancelliråd, 1707 justitsråd og 1712 etatsråd.